# Michael McKean
Michael McKean (Nova Iorque, 17 de outubro de 1947) é um ator, compositor e músico estadunidense, conhecido por inúmeros papeis em filmes e séries da década de 1970. O primeiro grande trabalho de McKean foi como Lenny Kosnowski na sitcom Laverne & Shirley; na primeira metade da década de 1990, entrou para o elenco de Saturday Night Live. Pela composição de "A Mighty Wind", conquistou um Grammy Award e por "A Kiss at the End of the Rainbow", uma indicação ao Oscar de melhor canção original.

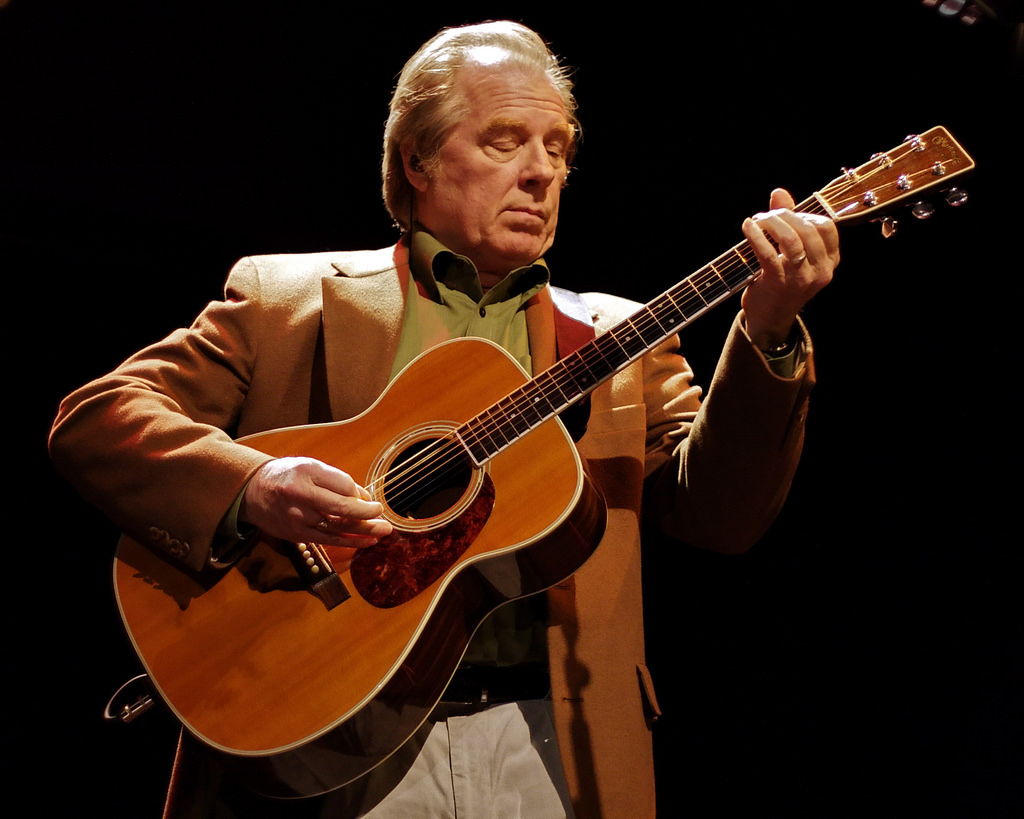
Michael McKean performing em abril de 2009.